# Beate Herbst
Beate Herbst (* 24. Februar 1943 in Bautzen verheiratete Beate Müller) ist eine ehemalige deutsche Badmintonspielerin.

## Sportliche Karriere
Sie erlebte die gesamten 33 Jahre des Bestehens des Federball-Verbandes der DDR als aktive Spielerin. Insgesamt gewann sie 68 Medaillen bei DDR-Meisterschaften. 
Ihre ersten Titel gewann sie bei den DDR-Juniorenbestenermittlungen 1960 im Dameneinzel und Damendoppel. Den ersten Meistertitel bei den Erwachsenen  holte sie sich fünf Jahre später im Damendoppel. In dieser Disziplin gelang es ihr bis 1969, jetzt jedoch an der Seite von Ruth Preuß, immer wieder, die starke Tröbitzer Konkurrenz zu besiegen und dreimal in Folge DDR-Meisterin zu werden.
Beate Müller lebt auch heute noch in Leipzig.

## Sportliche Erfolge

### Nationale Titel
| Veranstaltung                           | Saison    | Disziplin        | Sieger |
| --------------------------------------- | --------- | ---------------- | --- |
| DDR-Bestenermittlung AK 16/17           | 1959/1960 | Dameneinzel      | Beate Herbst (HSG DHfK Leipzig)                                                                              |
| DDR-Bestenermittlung AK 16/17           | 1959/1960 | Damendoppel      | Beate Herbst / Karin Horn (HSG DHfK Leipzig)                                                                 |
| DDR-Mannschaftspokal Jugend (FDJ-Pokal) | 1960/1961 | Mannschaft       | HSG DHfK Leipzig (Volker Herbst, Beate Herbst, Karin Horn, Gerd Hachmeister, Gerd Börnert, Reinhard Küssing) |
| DDR-Einzelmeisterschaft AK 16/17        | 1960/1961 | Dameneinzel      | Beate Herbst (HSG DHfK Leipzig)                                                                              |
| DDR-Meisterschaft                       | 1964/1965 | Damendoppel      | Rita Gerschner / Beate Herbst (Aktivist Tröbitz / HSG DHfK Leipzig)                                          |
| DDR-Meisterschaft                       | 1966/1967 | Damendoppel      | Ruth Preuß / Beate Herbst (Einheit Kyritz / HSG DHfK Leipzig)                                                |
| DDR-Meisterschaft                       | 1967/1968 | Damendoppel      | Ruth Preuß / Beate Herbst (Einheit Kyritz / HSG DHfK Leipzig)                                                |
| DDR-Meisterschaft                       | 1967/1968 | Mixed            | Volker Herbst / Beate Herbst (HSG DHfK Leipzig)                                                              |
| DDR-Meisterschaft                       | 1968/1969 | Damendoppel      | Ruth Preuß / Beate Herbst (Einheit Kyritz / HSG DHfK Leipzig)                                                |
| DDR-Studentenmeisterschaft              | 1968/1969 | Mixed            | Reinhard Stobbe / Beate Herbst (HSG DHfK Leipzig)                                                            |
| DDR-Studentenmannschaftsmeisterschaft   | 1969/1970 | Mannschaft Damen | HSG DHfK Leipzig (Beate Herbst, Sabine Leistner, Sibylle Ostermann, Christel Sommer, Monika Brehmer)         |
| DDR-Seniorenmeisterschaft AKI           | 1972/1973 | Dameneinzel      | Beate Herbst (HSG DHfK Leipzig)                                                                              |
| DDR-Seniorenmeisterschaft AKI           | 1972/1973 | Damendoppel      | Beate Herbst / Christa Neitzsch (HSG DHfK Leipzig)                                                           |
| DDR-Seniorenmeisterschaft AKI           | 1973/1974 | Dameneinzel      | Beate Herbst (HSG DHfK Leipzig)                                                                              |
| DDR-Seniorenmeisterschaft AKI           | 1977/1978 | Dameneinzel      | Beate Müller (Leipzig)                                                                                       |
| DDR-Seniorenmeisterschaft AKII          | 1983/1984 | Dameneinzel      | Beate Müller (HSG DHfK Leipzig)                                                                              |
| DDR-Seniorenmeisterschaft AKII          | 1983/1984 | Damendoppel      | Karin Schwiegk / Beate Müller (Stahl Merseburg / HSG DHfK Leipzig)                                           |
| DDR-Seniorenmeisterschaft AKIII         | 1985/1986 | Dameneinzel      | Beate Müller (HSG DHfK Leipzig)                                                                              |
| DDR-Seniorenmeisterschaft AKIII         | 1985/1986 | Damendoppel      | Christa Neitzsch / Beate Müller (HSG DHfK Leipzig)                                                           |
| DDR-Seniorenmeisterschaft AKIII         | 1986/1987 | Dameneinzel      | Beate Müller (HSG DHfK Leipzig)                                                                              |
| DDR-Seniorenmeisterschaft AKIII         | 1987/1988 | Dameneinzel      | Beate Müller (HSG DHfK Leipzig)                                                                              |
| DDR-Seniorenmeisterschaft AKIII         | 1988/1989 | Damendoppel      | Marianne Werder / Beate Müller (Aktivist Meuselwitz / HSG DHfK Leipzig)                                      |

### Silbermedaillen
| Veranstaltung                      | Saison    | Disziplin   | Silber |
| ---------------------------------- | --------- | ----------- | --- |
| DDR-Einzelmeisterschaft AK 16/17   | 1960/1961 | Damendoppel | Brigitte Rudolph / Beate Herbst (HSG DHfK Leipzig) |
| DDR-Meisterschaft                  | 1965/1966 | Damendoppel | Ruth Preuß / Beate Herbst (Post Berlin / HSG DHfK Leipzig) |
| DDR-Mannschaftsmeisterschaft       | 1965/1966 | Mannschaft  | HSG DHfK Leipzig (Volker Herbst, Gerd Hachmeister, Bernd Hachmeister, Reinhard Stobbe, Bernd Lawrenz, Norbert Skonetzki, Beate Herbst, Marianne Döbler, Dagmar Herbst)           |
| DDR-Studentenmeisterschaft         | 1968/1969 | Damendoppel | Beate Herbst / Monika Brehmer (HSG DHfK Leipzig) |
| DDR-Mannschaftsmeisterschaft       | 1968/1969 | Mannschaft  | HSG DHfK Leipzig (Volker Herbst, Gerd Pigola, Bernd Hachmeister, Gerd Hachmeister, Joachim Gebhardt, Frank Geißler, Beate Herbst, Dagmar Pigola, Marianne Döhler, Petra Kabisch) |
| DDR-Mannschaftsmeisterschaft       | 1969/1970 | Mannschaft  | HSG DHfK Leipzig (Gerd Pigola, Volker Herbst, Gerd Hachmeister, Frank Geißler, Christel Sommer, Beate Herbst, Dagmar Pigola)                                                     |
| DDR-Meisterschaft                  | 1971/1972 | Damendoppel | Christel Sommer / Beate Herbst (HSG DHfK Leipzig) |
| DDR-Meisterschaft                  | 1973/1974 | Damendoppel | Christel Sommer / Beate Herbst (HSG DHfK Leipzig) |
| DDR-Mannschaftsmeisterschaft       | 1975/1976 | Mannschaft  | HSG DHfK Leipzig (Wolfgang Böttcher, Gerd Pigola, Jürgen Richter, Volker Herbst, Matthias Röder, Manfred Blauhut, Christel Sommer, Beate Herbst)                                 |
| DDR-Seniorenmeisterschaft AKI      | 1976/1977 | Damendoppel | Dagmar Pigola / Beate Müller (HSG DHfK Leipzig) |
| DDR-Seniorenmeisterschaft AKII     | 1981/1982 | Dameneinzel | Beate Müller (HSG DHfK Leipzig) |
| DDR-Seniorenmeisterschaft AKIII    | 1984/1985 | Damendoppel | Christa Neitzsch / Beate Müller (HSG DHfK Leipzig) |
| DDR-Seniorenmeisterschaft AKIII    | 1986/1987 | Damendoppel | Christa Neitzsch / Beate Müller (HSG DHfK Leipzig) |
| DDR-Seniorenmeisterschaft AKIII    | 1988/1989 | Dameneinzel | Beate Müller (HSG DHfK Leipzig) |
| Deutsche Seniorenmeisterschaft O60 | 2003/2004 | Damendoppel | Beate Müller / Calda Wassermann (HSG DHfK Leipzig / SWB Wegberg) |
| Deutsche Seniorenmeisterschaft O60 | 2005/2006 | Damendoppel | Elvira Richter / Beate Müller (Schwalbach / HSG DHfK Leipzig) |

### Bronzemedaillen
| Veranstaltung                      | Saison    | Disziplin   | Bronze |
| ---------------------------------- | --------- | ----------- | --- |
| DDR-Einzelmeisterschaft AK 16/17   | 1960/1961 | Mixed       | Gerd Hachmeister / Beate Herbst (HSG DHfK Leipzig) |
| DDR-Einzelmeisterschaft AK 16/17   | 1960/1961 | Mixed       | Gerd Hachmeister / Beate Herbst (HSG DHfK Leipzig) |
| DDR-Meisterschaft                  | 1963/1964 | Damendoppel | Beate Herbst / Sabine Neye (HSG DHfK Leipzig) |
| DDR-Meisterschaft                  | 1963/1964 | Damendoppel | Beate Herbst / Sabine Neye (HSG DHfK Leipzig) |
| DDR-Meisterschaft                  | 1963/1964 | Dameneinzel | Beate Herbst (HSG DHfK Leipzig) |
| DDR-Meisterschaft                  | 1963/1964 | Dameneinzel | Beate Herbst (HSG DHfK Leipzig) |
| DDR-Meisterschaft                  | 1964/1965 | Dameneinzel | Beate Herbst (HSG DHfK Leipzig) |
| DDR-Meisterschaft                  | 1964/1965 | Dameneinzel | Beate Herbst (HSG DHfK Leipzig) |
| DDR-Meisterschaft                  | 1965/1966 | Mixed       | Bernd Hachmeister / Beate Herbst (HSG DHfK Leipzig) |
| DDR-Meisterschaft                  | 1965/1966 | Mixed       | Bernd Hachmeister / Beate Herbst (HSG DHfK Leipzig) |
| DDR-Meisterschaft                  | 1966/1967 | Dameneinzel | Beate Herbst (HSG DHfK Leipzig) |
| DDR-Meisterschaft                  | 1966/1967 | Dameneinzel | Beate Herbst (HSG DHfK Leipzig) |
| DDR-Mannschaftsmeisterschaft       | 1967/1968 | Mannschaft  | HSG DHfK Leipzig (Volker Herbst, Gerd Pigola, Bernd Hachmeister, Gerd Hachmeister, Joachim Gerhardt, Frank Geißler, Beate Herbst, Christa Neitzsch, Dagmar Herbst-Pigola, Marianne Döhler, Petra Kabisch)   |
| DDR-Mannschaftsmeisterschaft       | 1967/1968 | Mannschaft  | HSG DHfK Leipzig (Volker Herbst, Gerd Pigola, Bernd Hachmeister, Gerd Hachmeister, Joachim Gerhardt, Frank Geißler, Beate Herbst, Christa Neitzsch, Dagmar Herbst-Pigola, Marianne Döhler, Petra Kabisch)   |
| DDR-Meisterschaft                  | 1968/1969 | Dameneinzel | Beate Herbst (HSG DHfK Leipzig) |
| DDR-Meisterschaft                  | 1968/1969 | Dameneinzel | Beate Herbst (HSG DHfK Leipzig) |
| DDR-Studentenmeisterschaft         | 1968/1969 | Dameneinzel | Beate Herbst (HSG DHfK Leipzig) |
| DDR-Studentenmeisterschaft         | 1968/1969 | Dameneinzel | Beate Herbst (HSG DHfK Leipzig) |
| DDR-Meisterschaft                  | 1969/1970 | Mixed       | Volker Herbst / Beate Herbst (HSG DHfK Leipzig) |
| DDR-Meisterschaft                  | 1969/1970 | Mixed       | Volker Herbst / Beate Herbst (HSG DHfK Leipzig) |
| DDR-Meisterschaft                  | 1970/1971 | Dameneinzel | Beate Herbst (HSG DHfK Leipzig) |
| DDR-Meisterschaft                  | 1970/1971 | Dameneinzel | Beate Herbst (HSG DHfK Leipzig) |
| DDR-Mannschaftsmeisterschaft       | 1970/1971 | Mannschaft  | HSG DHfK Leipzig (Gerd Pigola, Joachim Gerhardt, Volker Herbst, Gerd Hachmeister, Bernd Hachmeister, Christel Sommer, Beate Herbst)                                                                         |
| DDR-Mannschaftsmeisterschaft       | 1970/1971 | Mannschaft  | HSG DHfK Leipzig (Gerd Pigola, Joachim Gerhardt, Volker Herbst, Gerd Hachmeister, Bernd Hachmeister, Christel Sommer, Beate Herbst)                                                                         |
| DDR-Mannschaftsmeisterschaft       | 1971/1972 | Mannschaft  | HSG DHfK Leipzig (Gerd Pigola, Volker Herbst, Wolfgang Böttcher, Jürgen Richter, Frank Geißler, Beate Herbst, Monika Brehmer, Christel Sommer, Helga Pöschel)                                               |
| DDR-Mannschaftsmeisterschaft       | 1971/1972 | Mannschaft  | HSG DHfK Leipzig (Gerd Pigola, Volker Herbst, Wolfgang Böttcher, Jürgen Richter, Frank Geißler, Beate Herbst, Monika Brehmer, Christel Sommer, Helga Pöschel)                                               |
| DDR-Meisterschaft                  | 1972/1973 | Damendoppel | Christel Sommer / Beate Herbst (HSG DHfK Leipzig) |
| DDR-Meisterschaft                  | 1972/1973 | Damendoppel | Christel Sommer / Beate Herbst (HSG DHfK Leipzig) |
| DDR-Mannschaftsmeisterschaft       | 1972/1973 | Mannschaft  | HSG DHfK Leipzig (Gerd Pigola, Volker Herbst, Wolfgang Böttcher, Jürgen Richter, Bernd Brösdorf, Frank Geißler, Joachim Gerhardt, Hachmeister, Christel Sommer, Helga Pöschel, Beate Herbst, Helga Pöschel) |
| DDR-Mannschaftsmeisterschaft       | 1972/1973 | Mannschaft  | HSG DHfK Leipzig (Gerd Pigola, Volker Herbst, Wolfgang Böttcher, Jürgen Richter, Bernd Brösdorf, Frank Geißler, Joachim Gerhardt, Hachmeister, Christel Sommer, Helga Pöschel, Beate Herbst, Helga Pöschel) |
| DDR-Mannschaftsmeisterschaft       | 1973/1974 | Mannschaft  | HSG DHfK Leipzig (Gerd Pigola, Volker Herbst, Wolfgang Böttcher, Bernd Brösdorf, Peter Rebel, Beate Herbst, Christel Sommer)                                                                                |
| DDR-Mannschaftsmeisterschaft       | 1973/1974 | Mannschaft  | HSG DHfK Leipzig (Gerd Pigola, Volker Herbst, Wolfgang Böttcher, Bernd Brösdorf, Peter Rebel, Beate Herbst, Christel Sommer)                                                                                |
| DDR-Mannschaftsmeisterschaft       | 1974/1975 | Mannschaft  | HSG DHfK Leipzig (Wolfgang Böttcher, Gerd Pigola, Jürgen Richter, Volker Herbst, Bernd Brösdorf, Ralph Schieck, Peter Rebel, Beate Herbst, Christel Sommer)                                                 |
| DDR-Mannschaftsmeisterschaft       | 1974/1975 | Mannschaft  | HSG DHfK Leipzig (Wolfgang Böttcher, Gerd Pigola, Jürgen Richter, Volker Herbst, Bernd Brösdorf, Ralph Schieck, Peter Rebel, Beate Herbst, Christel Sommer)                                                 |
| DDR-Seniorenmeisterschaft AKI      | 1974/1975 | Dameneinzel | Beate Herbst (HSG DHfK Leipzig) |
| DDR-Seniorenmeisterschaft AKI      | 1974/1975 | Dameneinzel | Beate Herbst (HSG DHfK Leipzig) |
| DDR-Seniorenmeisterschaft AKI      | 1976/1977 | Dameneinzel | Beate Müller (HSG DHfK Leipzig) |
| DDR-Mannschaftsmeisterschaft       | 1977/1978 | Mannschaft  | HSG DHfK Leipzig (Jürgen Richter, Volker Herbst, Gerd Pigola, Manfred Blauhut, Matthias Röder, Christel Sommer, Beate Herbst, Rena Eckart)                                                                  |
| DDR-Mannschaftsmeisterschaft       | 1977/1978 | Mannschaft  | HSG DHfK Leipzig (Jürgen Richter, Volker Herbst, Gerd Pigola, Manfred Blauhut, Matthias Röder, Christel Sommer, Beate Herbst, Rena Eckart)                                                                  |
| DDR-Seniorenmeisterschaft AKI      | 1977/1978 | Damendoppel | Dagmar Pigola / Beate Müller (HSG DHfK Leipzig) |
| DDR-Mannschaftsmeisterschaft       | 1978/1979 | Mannschaft  | HSG DHfK Leipzig (Jürgen Richter, Gerd Pigola, Volker Herbst, Matthias Röder, Manfred Blauhut, Christel Sommer, Beate Herbst, Rena Eckart, Birgit Harder)                                                   |
| DDR-Mannschaftsmeisterschaft       | 1978/1979 | Mannschaft  | HSG DHfK Leipzig (Jürgen Richter, Gerd Pigola, Volker Herbst, Matthias Röder, Manfred Blauhut, Christel Sommer, Beate Herbst, Rena Eckart, Birgit Harder)                                                   |
| DDR-Seniorenmeisterschaft AKIII    | 1984/1985 | Dameneinzel | Beate Müller (HSG DHfK Leipzig) |
| Deutsche Seniorenmeisterschaft O55 | 2002/2003 | Mixed       | Fritz Popp / Beate Müller (HSG DHfK Leipzig) |
| Deutsche Seniorenmeisterschaft O60 | 2003/2004 | Dameneinzel | Beate Müller (HSG DHfK Leipzig) |
| Deutsche Seniorenmeisterschaft O60 | 2004/2005 | Dameneinzel | Beate Müller (HSG DHfK Leipzig) |
| Deutsche Seniorenmeisterschaft O60 | 2004/2005 | Mixed       | Wolfram Schatz / Beate Müller (WSG Leipzig-Probstheida / HSG DHfK Leipzig) |